# Katalin Karikó
Katalin Karikó, född 17 januari 1955 i Szolnok i Ungern, är en ungersk biokemist. Hon har sedan 1985 varit bosatt i USA, där hon specialiserat sig på forskning runt processer med mRNA (budbärar-RNA). År 2023 tilldelades hon Nobelpriset i fysiologi eller medicin tillsammans med Drew Weissman, "för deras upptäckter rörande nukleosidbasmodifieringar som möjliggjorde utveckling av effektiva mRNA-vacciner mot covid-19".

## Biografi

### Bakgrund och familj
Katalin Karikó växte upp i den ungerska småstaden Kisújszállás. Hon utbildade sig 1973–1978 till biolog på Szegeds universitet och disputerade 1982 på samma universitet i biokemi. Därefter gjorde hon 1982–1985 postdoktorarbete på Ungerska vetenskapsakademins Institut för biokemi. Hennes intresse för RNA började redan 1978.
Katalin Karikó är gift med Béla Francia, och de båda har dottern Susan Francia, född 1982 i Szeged som Zsuzsanna Francia. Susan Francia har tagit två guldmedaljer i rodd – i åtta med styrman vid OS 2008 samt vid motsvarande tävlingar 2012.

### Flytt till USA
1985 anlände paret och den treåriga dottern till USA, med sina livs besparingar på motsvarande 1 000 US-dollar insydda i en nallebjörn. Därefter kunde Katalin Karikó återuppta sitt postdoktorarbete, inledningsvis 1985–1988 vid Temple University i Philadelphia 1985–1988 och därefter 1988–1989 på Uniformed Services University of the Health Sciences i Bethesda i Maryland. Där deltog hon i kliniska försök vid vilka patienter med AIDS, sjukdomar i blodet och blodbildande organ samt kronisk trötthet behandlades med dubbelsträngad RNA (dsRNA). Vid denna tidpunkt betraktades detta som spetsforskning, eftersom forskning om den molekylära mekanismen för interferoners påverkan av dsRNA då inte hade genomförts, medan interferoners antineoplastiska (tumörpåverkande) effekter var väldokumenterade.
Karikós arbete innebar vetenskaplig forskning om RNA-påverkad immunaktivering och resulterade i upptäckt, tillsammans med kollegor, av modifiering av nukleotider som dämpar RNA:s immunogenicitet (en främmande substans, såsom en antigens, förmåga att framkalla en immunreaktion i kroppen). Detta anses möjliggöra teurapetisk användning av mRNA.

### UPenn 1990–2013
Mellan 1990 och 2013 arbetade Katalin Karikó som professor vid University of Pennsylvania (UPenn) med genterapi baserad på budbärar-RNA, vilket fortsättningsvis blivit hennes primära forskningsintresse. mRNA:s potential inom medicinen var vid denna tid omgiven av stor skepsis, och Karikó hade under 1980- och 1990-talet vid ett antal tillfällen fått avslag på anslagsansökan till sådan forskning.
Vid en kopiator på UPenn träffade Karikó 1997 immunologen Drew Weissman, som även han var specialiserad på RNA-forskning och intresserad av möjligheten att kunna utnyttja mRNA i samband med stimulans av immunförsvaret emot sjukdomsgenererande virus. Weissman hade även studerat hur dendritceller fungerade i relation till sjukdomar som aids, och tillsammans kunde Karikó och Weissman komma förbi flera hinder i forskningen. Metoder för att tillverka mRNA utanför celler ("in vitro-transkriberat mRNA") hade redan utvecklats under 1980-talet, men ett problem med denna typ av RNA var att den förorsakade inflammation. Karikó var dock övertygad om potentialen för mRNA inom behandling, och hon och Weissman inledde en vidare och över tjugo år lång forskning i ämnet.
De två upptäckte att dendritceller producerar inflammatoriska ämnen, när de identifierat in vitro-transkriberat mRNA som ett främmande ämne i kroppen. Samtidigt noterade de att mRNA från celler från däggdjur inte gav samma reaktion, vilket gav de båda forskarna anledning att forska vidare i naturen hos denna skillnad.
2005 nådde de ett genombrott, baserat på kunskapen att en cell hanterar nukleosider i mRNA i däggdjursceller och in vitro-transkriberat mRNA olika. Efter att de introducerat modifierade nukleosider (exempelvis pseudouridin istället för uridin) i in vitro-transkriberat mRNA, fick de fram modifierat mRNA som immunförsvaret inte direkt kände igen som främmande. Den modifierade mRNA-molekylen kunde därmed ta sig in i cellen och exempelvis stimulera syntesen av proteiner till försvar mot en sjukdom. Deras forskningsresultat blev publicerat i specialtidskriften Immunity, efter att tre ledande akademiska tidskrifter – Cell, Science och Nature – refuserat deras text. Intresset för parets forskning uteblev dock, och en kollega inom forskarkåren frågade Karikó om vem som fungerat som hennes handledare – en typ av fråga ingen manlig forskare i hennes ålder hade behövt få höra.
Fem år senare kunde Karikó och Weissman publicera ytterligare forskningsresultat som stärkte potentialen för mRNA inom medicinen, och först då började det medicinska etablissemanget uppmärksamma duons rön. 2012 ledde Karikó och Weissman ett forskarlag som kunde visa på att mRNA hos laboratoriemöss kunde sparka igång en tillfällig produktion av röda blodkroppar. Detta fungerade som ytterligare bevis för hur mRNA kunde ta sig in i en cell i medicinskt syfte.

### Biontech, vaccin och Nobelpris
2013 lämnade Karikó UPenn, för att istället ta en tjänst vid tyska Biontech. Hon bar på tanken att läkemedelsbolag skulle kunna komma längre än universitet i utvecklandet av behandlingar med hjälp av mRNA-teknologi.
Karikó och Weissman hade 2005 fått patent på sin metod att modifiera RNA med hjälp av nukleosider. Metoden licensierades därefter till bioteknikföretagen Moderna och Biontech, något som snabbade på utvecklandet av ett vaccin mot covid-19-viruset Sars-cov-2. De fick för detta 2021 Laskerpriset samt Prinsessan av Asturiens pris för teknisk och naturvetenskaplig forskning. Utvecklandet av metoden ledde även till att Karikó och Weissman belönades med 2023 års Nobelpris i fysiologi eller medicin. Prisjuryns motivering löd: "för deras upptäckter gällande nukleosidmodifiering vilken möjliggjort utveckling av effektiva mRNA-vacciner mot covid-19".
Katalin Karikós forskning har bidragit till både Biontechs och Modernas arbete för att skapa immunceller som producerar antigener i vaccin. Hennes forskning visade att den antivirala reaktionen från budbärar-RNA gav Biontechs cancervacciner en extra skjuts i försvaret mot tumörer. År 2020 användes denna teknologi för utveckling av de vaccinkandidater för covid-19, som hösten 2020 genomgick fas III-studier genomförda av Pfizer och Biontech tillsammans samt av Moderna. Dessförinnan hade Biontech använt samma metod för att ta fram ett vaccin mot zikavirus.
Användandet av mRNA anses ha goda chanser att blir basen i bland annat influensavaccin, vilket skulle kunna avsevärt minska ledtiderna vid framtagningen av vaccin mot nya influensavarianter. Därutöver anses mRNA kunde ha en nyckelroll i behandlingen av sicklecellanemi, aids, multipel skleros. Dessutom har den potential till att förnya behandlingen mot olika typer av cancer.

### Senare år
Karikó lämnade 2022 Biontech, men är där fortfarande (anno 2023) inkopplad som konsult; maken Béla uppmuntrade henne till att börja arbeta för Biontech, efter att hon förlorat sin tjänst vid UPenn. Hon var 2019 kopplad till Szegeds universitet som föreläsare inom forskning samt adjungerad professor  vid UPenn.